# 胡光瑗
胡光瑗，字琚叔，号竹滩，廣東順德縣杏坛镇甘竹人，清朝政治人物、進士出身。

## 生平
順治十八年（1661年），登進士，授丹陽縣知縣，后改績溪縣知縣。